# Сан Биаджо Платани
Сан Биа̀джо Пла̀тани (на италиански: San Biagio Platani; на сицилиански: Sammrasi, Самрази) е малко градче и община в Южна Италия, провинция Агридженто, автономен регион и остров Сицилия. Разположено е на 416 m надморска височина. Населението на общината е 3547 души (към 2010 г.).